# The Virgin Suicides
The Virgin Suicides ("les verges suicides") és una pel·lícula de drama psicològic nord-americà de 1999 escrita i dirigida per Sofia Coppola (en el seu debut com a directora), coproduïda per Francis Ford Coppola i protagonitzada per James Woods, Kathleen Turner, Kirsten Dunst, AJ Cook i Josh Hartnett. La pel·lícula també compta amb Scott Glenn, Michael Paré i Danny DeVito en papers menors, amb narració de veu de Giovanni Ribisi.
The Virgin Suicides està basada en la novel·la de debut més venuda del 1993 de l'autor nord-americà Jeffrey Eugenides. La pel·lícula segueix la vida de cinc germanes adolescents atractives, en un suburbi de classe mitjana alta de Detroit a mitjans dels anys setanta. Després que la germana petita, Cecilia, fa un primer intent de suïcidi, totes les noies són sotmeses a un escrutini estret pels seus pares religiosos i sobreprotectors, i finalment es restringeixen a casa seva, la qual cosa els porta a un comportament cada cop més depressiu i aïllat. Com a la novel·la, la pel·lícula està explicada en primera persona del plural, des de la perspectiva d'un grup de nois adolescents del barri que estan fascinats per les noies.
Rodada el 1998 a Toronto, la pel·lícula va ser el primer llargmetratge de la directora Sofia Coppola. Compta amb una partitura original de la banda electrònica francesa Air. La pel·lícula es va estrenar al Festival de Cannes de 1999 i va rebre una estrena limitada a les sales el 21 d'abril de 2000 als Estats Units, després es va expandir a una estrena àmplia el maig de 2000. La pel·lícula va tenir una acollida crítica molt positiva, així com les actuacions i una alta nota de recepció de la direcció de Coppola. També va ser elogiat per la seva representació lírica de l'angoixa adolescent, l'estil visual i la banda sonora, i ara és reconegut com un clàssic de culte.
El 2015, la pel·lícula va ocupar el lloc número 39 a la llista d'Entertainment Weekly de les "50 millors pel·lícules de secundària".
La pel·lícula va marcar l'inici d'una relació de treball entre Coppola i l'estrella Kirsten Dunst, a qui Coppola escolliria com a protagonista en diverses pel·lícules els anys següents.

## Argument
En una tranquil·la i puritana ciutat dels Estats Units, als anys setanta, Cecilia Lisbon, de tretze anys, intenta suïcidar-se. Té quatre germanes, unes precioses adolescents. Aquest succés dona una nova llum sobre el mode de vida de tota la família. La història, relatada des del punt de vista dels nois del barri, obsessionats amb aquestes misterioses germanes, retrata amb cinisme la vida adolescent. A poc a poc, la família s'aïlla del món i les filles reben l'ordre de no sortir al carrer. Quan la situació empitjora, els nois es plantaran acudir en rescatar-los.

## Personatges
- Ronald Lisbon, pare de la família, James Woods
- Mrs. Lisbon, mare de la família, Kathleen Turner
- Lux Lisbon Kristen Dunst
- Mary Lisbon A. J. Cook
- Cecilia Lisbon Hanna Hall
- Therese Lisbon Leslie Hayman
- Bonnie Lisbon Chelse Swain
- Trip Fontaine Josh Hartnett
- Trip Fontaine (adult) Michael Paré
- Chase Buell Anthony Desimone
- David Barker Lee Kagan
- Paul Baldino Robert Schwartzman
- Parkie Denton Noah Sheibb
- Tim Weiner Jonathan Tucker
- Dr. Homiker Danny DeVito